# Validazione di sistema computerizzato
La validazione di sistema computerizzato (in inglese, computerized system validation, CSV), o validazione di sistema informatico, è un processo di collaudo, validazione e qualificazione dei sistemi computerizzati regolamentati, volto a garantire che facciano esattamente ciò per cui sono stati progettati in modo coerente e riproducibile, e che rispettino i requisiti di sicurezza e affidabilità conformemente alla documentazione fornita.
Il metodo CSV è ampiamente utilizzato nei settori dell'industria farmaceutica, delle scienze biologiche e delle biotecnologie; è un metodo affine al collaudo del software, ma con un approccio più formale e basato su documentazione.
Il processo di validazione inizia con la pianificazione, la definizione dei requisiti di sistema, le attività di collaudo e verifica, e il reportage. Il sistema entra poi nella fase operativa del suo ciclo di vita; infine verrà dismesso e si procederà alla conservazione dei suoi dati in base alle normative vigenti.